# Notaresco
Notaresco là một đô thị và thị xã của Ý. Đô thị này thuộc tỉnh Teramo trong vùng Abruzzo. Notaresco có diện tích 37 km², dân số theo ước tính năm 2020 của Viện thống kê quốc gia Ý là 2651 người. 